# Johann Evangelist Keller
Johann Evangelist Keller (* 7. Februar 1824 in Oberreute; † 17. September 1910 in München) war Landwirt, Bürgermeister und Mitglied des Deutschen Reichstags.

## Leben
Keller besuchte die Volksschule seiner Heimat und erhielt vom dortigen Pfarrer Privatunterricht, danach war er Gutsbesitzer in Goßholz (Lindenberg). Von 1860 bis 1884 war er Bürgermeister der Marktgemeinde Lindenberg und 1902 wurde er deren Ehrenbürger. Von 1870 bis 1876 war er auch Mitglied des Landrats von Schwaben und Neuburg. 
Zwischen 1877 und 1899 war er Mitglied der Bayerischen Kammer der Abgeordneten und 1887 bis 1890 des Deutschen Reichstags für den Wahlkreis Schwaben 6 (Immenstadt, Sonthofen, Kempten, Lindau) und die Nationalliberale Partei.